# Der Fluß und der Tod
Der Fluß und der Tod (spanischer Originaltitel: El río y la muerte) ist ein mexikanischer Film von Luis Buñuel, der in den Jahren 1954 und 1955 entstand. Er basiert auf dem Roman Muro blanco sobre roca negra von Miguel Álvarez Acosta.

## Handlung
In einem gewalttätigen mexikanischen Dorf leben die seit Generationen verfeindeten Familien Anguiano und Menchaca. Zwischen ihnen besteht ein Abkommen, dass jemand aus der anderen Familie, der einen Angehörigen der eigenen Sippe tötet, nicht zur Rechenschaft gezogen wird, wenn es ihm gelingt, den Fluss zu überqueren und er zukünftig auch nicht wieder in das Dorf zurückkehrt.
Übriggeblieben sind aus beiden Familien nur zwei junge Männer und das ganze Dorf wartet auf den letzten und entscheidenden Showdown. Auf der einen Seite ist der an Kinderlähmung leidende Felipe Anguiano, der außerhalb des Dorfes in einer großen Stadt aufgewachsen ist, Medizin studiert hat und praktizierender Arzt ist. Auf der anderen Seite ist Rómulo Menchaca, der das Dorf nie verlassen hat und nur darauf wartet, dass sein Gegenpart in das Dorf zurückkehrt, um Blutrache an ihm zu verüben. 
Tatsächlich kehrt der Arzt eines Tages in das Dorf zurück, weil dies von ihm erwartet wird. Ungeachtet der Meinung der übrigen Dorfbewohner überredet er seinen Widersacher, in aller Öffentlichkeit Frieden zu schließen und die alte Familienfehde ein für allemal zu beenden.

## Hintergrund
„Die Verfilmung eines Romans über eine sich über mehrere Generationen hinziehende Blutrache ist so landesspezifisch, dass sie vom Publikum des Filmfestivals in Venedig für eine Komödie gehalten wurde. Buñuel gibt sich in seiner Autobiografie große Mühe zu zeigen, dass die im Film geschilderten verabscheuungswürdigen Ereignisse von der Wirklichkeit noch übertroffen wurden.“